# Кубок Чилі з футболу 2024
Кубок Чилі з футболу 2024 — 44-й розіграш кубкового футбольного турніру у Чилі. Титул володаря кубка вшосте здобув Універсідад де Чилі.

## Календар
| Раунд                    | Дата                          | Матчі | Клуби   |
| ------------------------ | ----------------------------- | ----- | ------- |
| Попередній раунд         | 27 квітня - 5 травня 2024     | 26    | 79 → 64 |
| Регіональні 1/8 фіналу   | 15 червня - 1 вересня 2024    | 32    | 64 → 32 |
| Регіональні чвертьфінали | 22 червня - 8 вересня 2024    | 32    | 32 → 16 |
| Регіональні півфінали    | 6 липня - 17 жовтня 2024      | 16    | 16 → 8  |
| Регіональні фінали       | 5 вересня - 29 жовтня 2024    | 8     | 8 → 4   |
| Півфінали                | 10 жовтня - 17 листопада 2024 | 4     | 4 → 2   |
| Фінал                    | 21 листопада 2024             | 1     | 2 → 1   |

## Регіональні півфінали
Північна зона
| Команда 1       | Заг. | Команда 2 | 1-й матч | 2-й матч |
| --------------- | ---- | --------- | -------- | -------- |
| 6/14 липня 2024 |      |           |          |          |
| Кокімбо Унідо   | 4:1  | Кобресаль | 4:0      | 0:1      |
| 7/13 липня 2024 |      |           |          |          |
| Депортес Ікіке  | 4:0  | Кобрелоа  | 2:0      | 2:0      |

Центрально-північна зона
| Команда 1              | Заг.         | Команда 2           | 1-й матч | 2-й матч |
| ---------------------- | ------------ | ------------------- | -------- | -------- |
| 7/12 липня 2024        |              |                     |          |          |
| Сантьяго Вондерерз (2) | 3:5          | Палестіно           | 2:2      | 1:3      |
| 7/15 липня 2024        |              |                     |          |          |
| Евертон                | 2:2 пен. 3:4 | Універсідад де Чилі | 2:1      | 0:1      |

Центрально-південна зона
| Команда 1               | Заг. | Команда 2        | 1-й матч | 2-й матч |
| ----------------------- | ---- | ---------------- | -------- | -------- |
| 7/12 липня 2024         |      |                  |          |          |
| Депортес Магальянес (2) | 8:0  | Уніон Еспаньйола | 3:0      | 5:0      |
| 8/14 липня 2024         |      |                  |          |          |
| Депортес Санта-Круз (2) | 1:2  | Коло-Коло        | 1:1      | 0:1      |

Південна зона
| Команда 1                 | Заг. | Команда 2 | 1-й матч | 2-й матч |
| ------------------------- | ---- | --------- | -------- | -------- |
| 9/12 липня 2024           |      |           |          |          |
| Депортес Лінарес (3)      | 3:6  | Ньюбленсе | 2:1      | 1:5      |
| 9/17 жовтня 2024          |      |           |          |          |
| Депортес Пуерто-Монтт (3) | 5:2  | Уачипато  | 5:1      | 0:1      |

## Регіональні фінали
Північна зона
| Команда 1        | Заг. | Команда 2     | 1-й матч | 2-й матч |
| ---------------- | ---- | ------------- | -------- | -------- |
| 5/9 вересня 2024 |      |               |          |          |
| Депортес Ікіке   | 1:3  | Кокімбо Унідо | 1:2      | 0:1      |

Центрально-північна зона
| Команда 1         | Заг. | Команда 2           | 1-й матч | 2-й матч |
| ----------------- | ---- | ------------------- | -------- | -------- |
| 5/10 вересня 2024 |      |                     |          |          |
| Палестіно         | 1:5  | Універсідад де Чилі | 0:5      | 1:0      |

Центрально-південна зона
| Команда 1                | Заг. | Команда 2 | 1-й матч | 2-й матч |
| ------------------------ | ---- | --------- | -------- | -------- |
| 7 вересня/29 жовтня 2024 |      |           |          |          |
| Депортес Магальянес (2)  | 3:0  | Коло-Коло | 3:0      | 0:0      |

Південна зона
| Команда 1                 | Заг.         | Команда 2 | 1-й матч | 2-й матч |
| ------------------------- | ------------ | --------- | -------- | -------- |
| 24/29 жовтня 2024         |              |           |          |          |
| Депортес Пуерто-Монтт (3) | 2:2 пен. 2:4 | Ньюбленсе | 1:1      | 1:1      |

## Півфінали
| Команда 1            | Заг. | Команда 2               | 1-й матч | 2-й матч |
| -------------------- | ---- | ----------------------- | -------- | -------- |
| 10/14 жовтня 2024    |      |                         |          |          |
| Кокімбо Унідо        | 0:1  | Універсідад де Чилі     | 0:0      | 0:1      |
| 14/17 листопада 2024 |      |                         |          |          |
| Ньюбленсе            | 3:2  | Депортес Магальянес (2) | 2:1      | 1:1      |

## Фінал
| 21 листопада 2024 00:00 (EEST) |

| Універсідад де Чилі | 1:0      | Ньюбленсе |
| ------------------- | -------- | --------- |
| Арангіс 37'         | Протокол |           |

| Національний стадіон імені Хуліо Мартінеса Праданоса, Сантьяго Глядачів: 45 000 Арбітр: Хосе Каберо |